# Holakallu, Tumkur
Holakallu là một làng thuộc tehsil Tumkur, huyện Tumkur, bang Karnataka, Ấn Độ.